# شوسن
شوسن رودی است به دریاچه کنستانس می‌ریزد. این رود از کشور آلمان می‌گذرد.

## نگارخانه

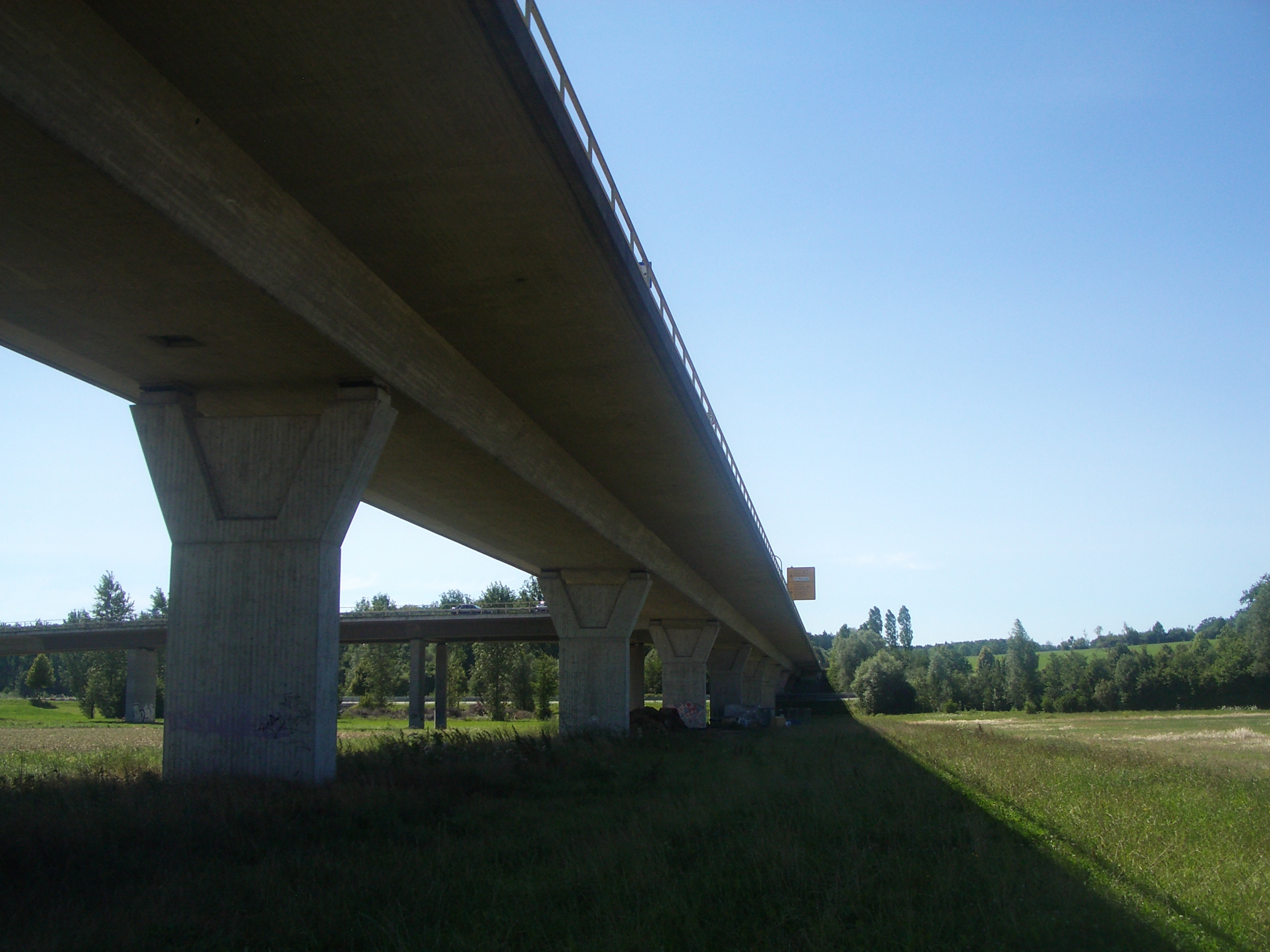
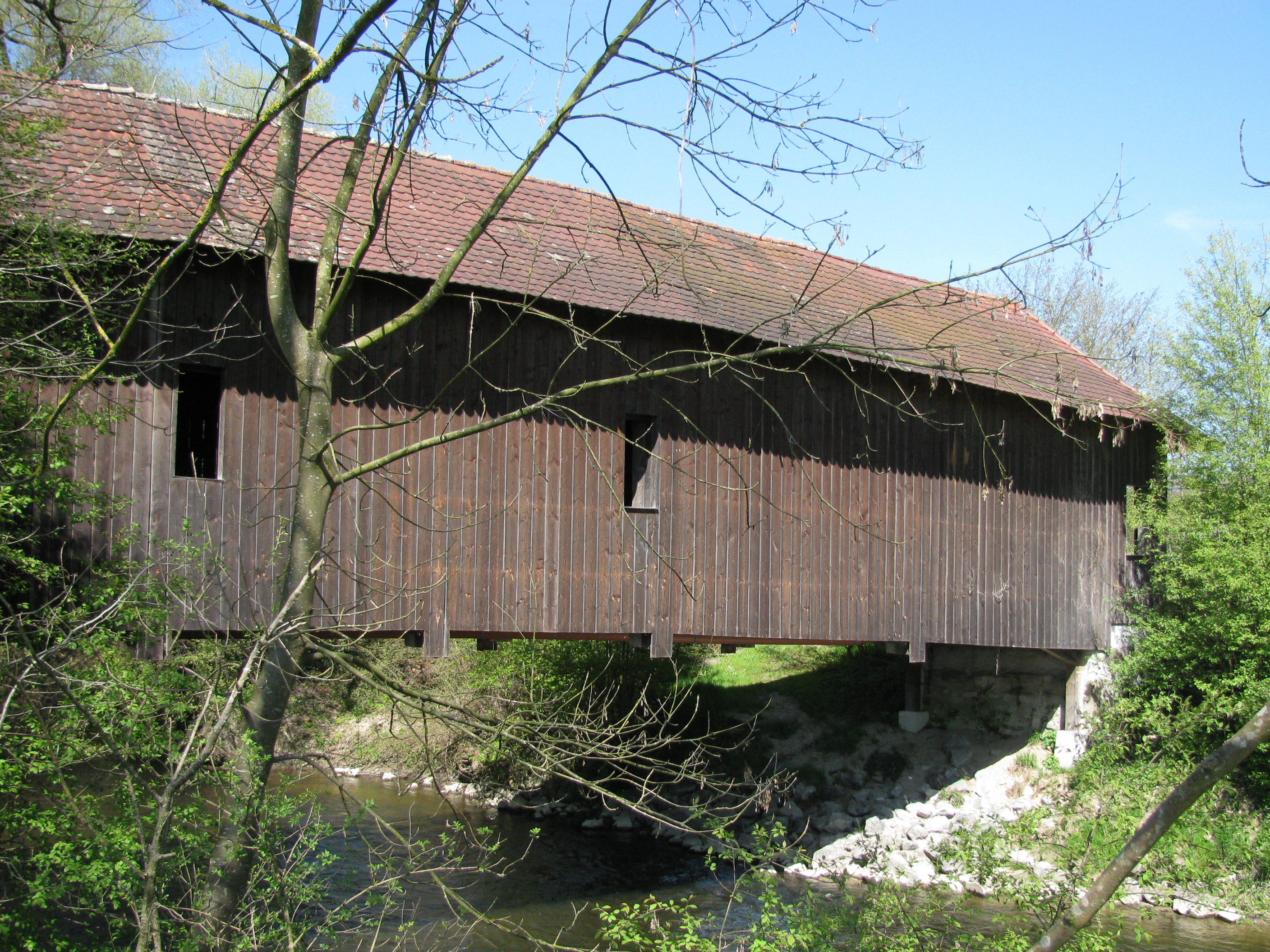
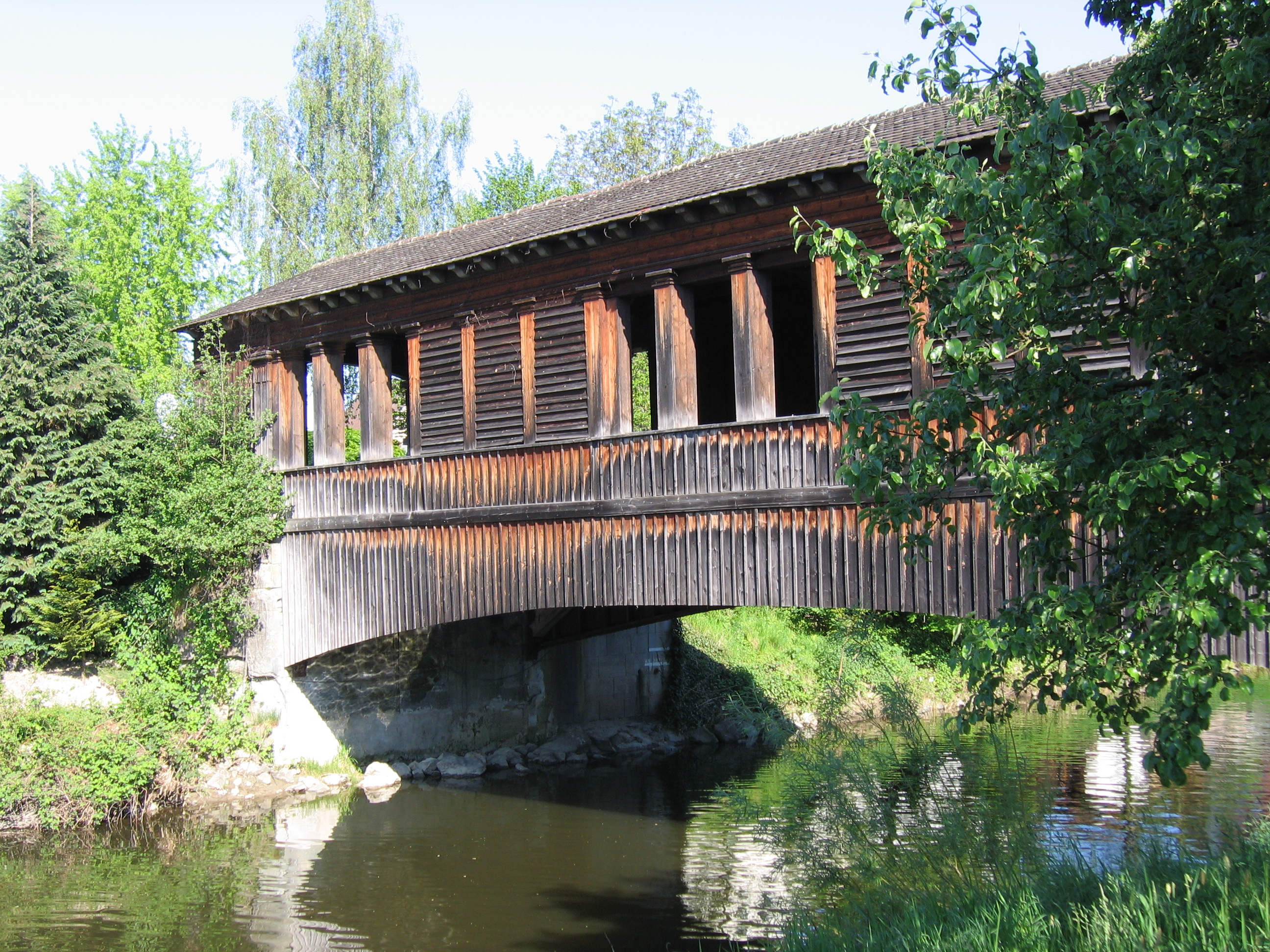
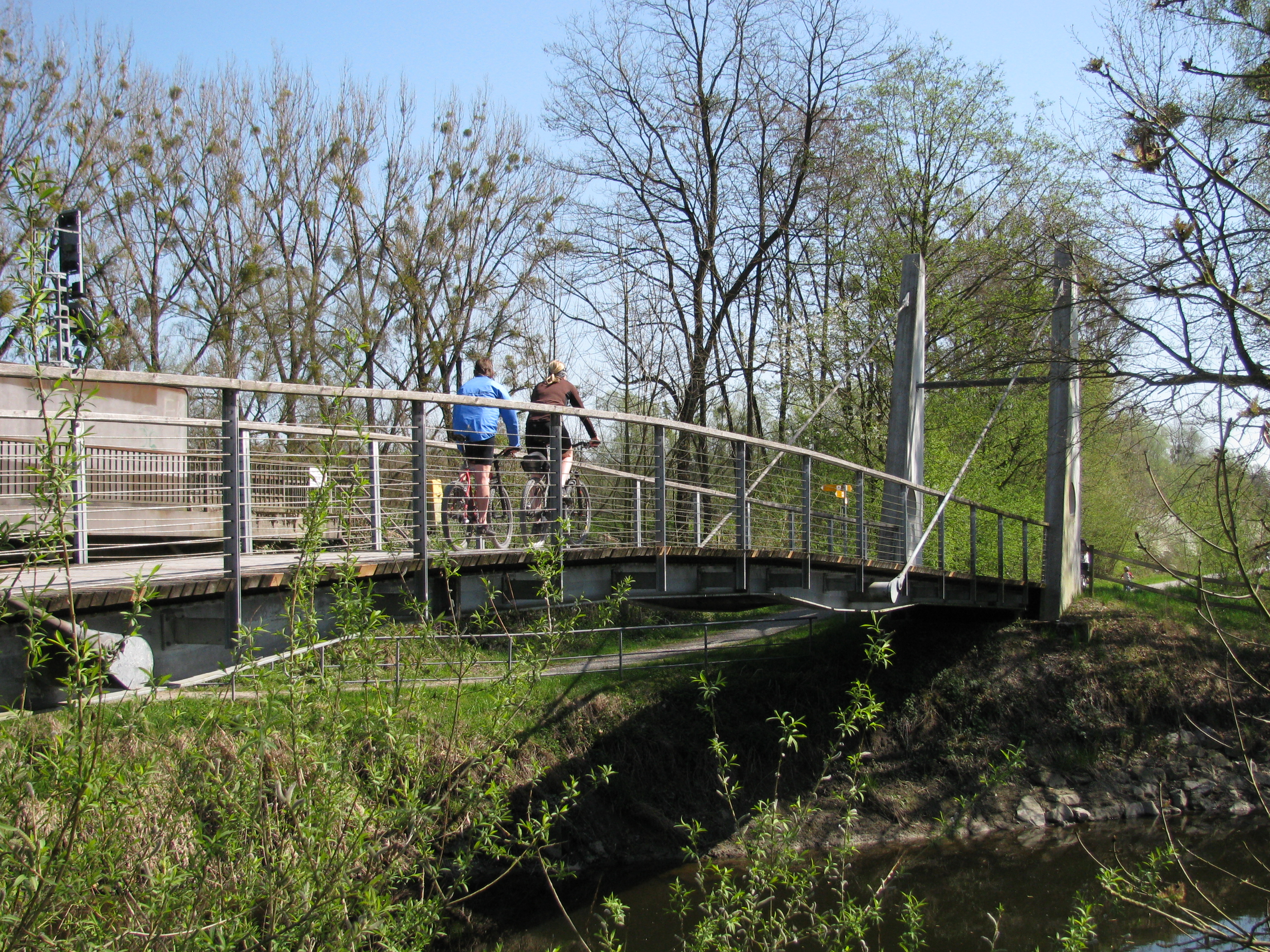